# 船帆座HW
船帆座HW，又名CP-53 1796，HD 74071、SAO 236151、HR 3440，是船帆座的一颗恒星，视星等为5.48，位于銀經270.59，銀緯-7.22，其B1900.0坐标为赤經8h 36m 34.9s，赤緯-53° -7.22′ 10″。